# Route nationale 398
Die Route nationale 398, kurz N 398 oder RN 398, ist eine ehemalige französische Nationalstraße.
Die Straße wurde erstmals 1933 eingerichtet und zugleich in das Nationalstraßennetz aufgenommen.
Der Streckenverlauf verlief von Dun-sur-Meuse bis nach Érize-la-Petite. Er stellte sich aus zwei Abschnitten zusammen, die von der damaligen Nationalstraße N46 unterbrochen wurden.
Im Jahr 1973 erfolgte die Herabstufung der Nationalstraße auf der gesamten Strecke. Sie wurde in die Département-Straße D998 umgewidmet.